# Government and Relief in Occupied Areas
Il Government Aid and Relief in Occupied Areas (GARIOA) era un programma statunitense attivato nel 1946, dedicato a fornire aiuti di emergenza alle nazioni occupate durante seconda guerra mondiale, ossia Austria, Germania e Giappone. L'aiuto è stato prevalentemente assegnato sotto forma di cibo per alleviare la fame nelle aree occupate.